# Urgleptes ozophagus
Urgleptes ozophagus är en skalbaggsart som beskrevs av Chemsak och Feller 1988. Urgleptes ozophagus ingår i släktet Urgleptes och familjen långhorningar.
Artens utbredningsområde är Belize. Inga underarter finns listade i Catalogue of Life.